# Сложено питање
Сложено питање (лат. Plurium interrogationum - бројна питања) је логичка грешка у којој се у питању налази лажна или недоказана претпоставка, а на питање се тражи једноставан и директан одговор који имплицитно подразумева и прихватање те претпоставке. Особа којој је упућено питање мора да прихвати претпоставку из питања ако хоће директно да одговори, јер сваки директан одговор аутомански значи да је претпоставка прихваћена као истина. Ова логичка грешка се такође назива и напуњено питање, јер је питање заиста напуњено лажним или недоказаним претпоставкама и зато се на њега не може директно одговорити.
Сложено питање је врло провокативно и као такво често уништава рационалну расправу која се води, јер се када се постави саговорник често видљиво узнемири. Једини начин да се одговори на питање је да се прво упрости растављањем на више једноставних питања, таквих да негативан одговор блокира даља питања.

## Примери
- Да ли си рекао родитељима да си разбио прозор?

Претпоставља се да је разбио прозор, јер чак и да одговори не, и даље изгледа као да је разбио прозор.
- Да ли си престао да бијеш своју жену?

Уколико особа којој је упућено питање није насилник у породици, незгодно је одговорити на овакво питање.
- Док су Ана и Милица седеле поред Анине симпатије, Милица је гласно питала Ану да ли и даље има проблем са дрогом.

Уколико Ана нема проблем са дрогом, ово је врло незгодно сложено питање. Још је горе, јер постоји велика вероватноћа да ће изазвати узнемиреност код Ане зато што њена симпатија седи поред ње.